# Zeche Glücksfortgang (Schwerte)
Die Zeche Glücksfortgang ist ein ehemaliges Steinkohlenbergwerk in Schwerte-Westhofen. Sie befand sich im Mühlenbachtal, früher auch als Asenbergs Siepen bekannt, am Ebberg. Das Bergwerk war mit einigen Unterbrechungen 40 Jahre in Betrieb.

## Geschichte

### Die Anfänge
Am 8. Juli des Jahres 1778 wurde eine Mutung auf ein Flöz beim Bergamt eingelegt. Der Fundpunkt wurde aufgrund einer Untersuchung mittels eines vorher angelegten Schürfschachtes, der sich direkt am Hof Kückelshausen befand, präzise angegeben. Das gemutete Längenfeld wurde unter dem Namen Glückliche Louise eingetragen. Im darauffolgenden Jahr wurde am 25. August eine Mutung auf ein Grubenfeld eingelegt. Dieses Feld befand sich 815 Meter westlich vom Hof Kückhausen. Dieses Längenfeld wurde unter dem Namen Louisenglück Nordflügel Nr. 1 gemutet. Für beide Mutungen trat als Muter der Kriegsrat von Sudhausen auf. Im Jahr 1783 wurde an eine Gewerkschaft, deren Hauptgewerke der Rathmann  Springorum war, die Berechtsame Glücksfortgang verliehen. Bei der Verleihung wurden der Gewerke Springorum durch den Oberbergmeister Heintzmann angewiesen, an welcher Stelle dieser seinen Stollen ansetzen durfte. Von den Schürfstellen, aufgrund derer bereits im Jahr 1778 die Mutungen der Felder Glückliche Louise und Louisenglück Nordflügel Nr. 1 eingereicht worden waren, ging jedoch zu keiner Zeit ein nennenswerter Bergbau aus.

### Betrieb
Im Jahr 1783 wurde im Asenbergs Siepen ein Stollen angesetzt. Der Stollen wurde jedoch auf Anweisung des Hauptgewerken Springorum nicht an der bei der Verleihung angewiesenen Stelle, sondern weiter westlich angesetzt. Anschließend wurde der Stollen in südlicher Richtung aufgefahren. Vom Mühlbach ausgehend wurde der Stollen bis zum Südflügel des Flözes aufgefahren. Anschließend wurde Abbau betrieben. Es wurde das etwa 0,6 Meter mächtige Flöz Sengsbank in Verhieb genommen und von Osten nach Westen abgebaut. Dieses Vorgehen führte zu einem Streit mit den Besitzern der Zeche Louisenglück. Der Streit hielt sehr lange an und endete im Jahr 1790 vor dem Berggericht in Bochum. Im Jahr 1790 wurde mit der Zeche Louisenglück ein Vergleich geschlossen, aufgrund dessen der bisherige Abbaubereich der Zeche Glücksfortgang an die Zeche Louisenglück abgegeben wurde. Allerdings wurde den Besitzern der Zeche Glücksfortgang zugestanden, dass sie den von ihnen aufgefahrenen Stollen mitbenutzen durften. Im Jahr 1792 wurde westlich von Kückhausen zwischen den Zechen Glücksfortgang und Louisenglück ein Lochstein gesetzt. Der Lochstein wurde im Busch an einer Eiche gesetzt, etwa 118 Meter östlich des Schachtes Anfang. Durch den Vergleich war der Zeche Glücksfortgang der östliche Teil des Feldes zugewiesen worden. Es wurde jedoch kein Abbau in östlicher Richtung betrieben. Vermutlich lag das Bergwerk danach eine Zeitlang still, denn am 1. August des Jahres 1820 wurde es wieder in Betrieb genommen. Es wurde dem Gewerken Wilhelm Springorum genehmigt, den Louisenglücker Stollen und das Grubenfeld der bereits stillgelegten Zeche Louisenglück unter dem Namen Zeche Glücksfortgang wieder in Betrieb zu nehmen. Der Schacht Anton der Zeche Louisenglück wurde umbenannt in Schacht Anfang. Die Lagerstätte wurde durch frühere Grubenbaue weiter aufgeschlossen. Außerdem wurden im Verlauf des Flözes mehrere Schächte südöstlich vom Hof Kückhausen abgeteuft und in Betrieb genommen. Im Jahr 1821 wurde weiter abgebaut, die Förderung erfolgte über den Schacht Anfang. Im Jahr 1823 wurde am Schacht Ende abgebaut. Im März desselben Jahres wurde das Bergwerk endgültig stillgelegt.

## Heutige Situation
Heute ist von der Zeche Glücksfortgang ein Lochstein der Zechen Louisenglück und Glücksfortgang vorhanden. Auf dem Stein sind die Namen der Zechen und das Datum 27.9.1792 eingraviert. Der Stein, der im Jahr 1792 gesetzt wurde, befindet sich am nördlichen Ebberg südlich des Guts Kückshausen. Früher stand der Stein etwa 70 m weiter südlich. Außerdem sind an einigen Stellen Teile des alten Weges erhalten, der zum leichteren Transport der abgebauten Kohle diente. Der Weg war vom Eigentümer der Zeche mit aufgestellten Ruhrsandsteinen ausgelegt worden. Er verband die oberhalb des Baches befindlichen Schächte mit der Straße, die sich zwischen Syburg und Westhofen befindet.